# منتخب كولومبيا تحت 15 سنة لكرة القدم
منتخب كولومبيا تحت 15 سنة لكرة القدم (بالإسبانية: Selección de fútbol sub-15 de Colombia)‏ هو ممثل كولومبيا الرسمي في المنافسات الدولية في كرة القدم في فئة كرة قدم تحت 15 سنة للرجال
.